# 傳臚
傳臚，指中國明代、清代，朝鮮半島的朝鮮王朝、越南阮朝科舉制度的殿試二甲（進士出身）第一名，原本傳臚一詞也可指三甲（賜同進士出身）第一名，但後來逐漸僅指二甲頭名而已。